# Eurovision Song Contest 2014
Eurovision Song Contest 2014 var den 59. udgave af Eurovision Song Contest. Konkurrencen blev afholdt i København, efter at danske Emmelie de Forest vandt Eurovision Song Contest 2013 med sangen "Only Teardrops". Det var dermed tredje gang, at Danmark var vært for konkurrencen efter tidligere at have afholdt den i 1964 og 2001. Sloganet for konkurrencen var #JoinUs.
37 lande deltog, og Lise Rønne, Pilou Asbæk og Nikolaj Koppel var værter. Østrig vandt konkurrencen med 290 point efterfulgt af Holland med 238 point og Sverige med 218 point. 195 mio. tv-seere på verdensplan så finalen, heraf 2,4 mio. i Danmark.
Arrangementet lagde navn til Eurovision-sagen som følge af betragtelige budgetoverskridelser. Den samlede regning endte på 334 mio. kr., hvilket var omkring 100 mio. kr. over budgettet. Ifølge Wonderful Copenhagen, der havde ansvaret for at gøre B&W Hallerne klar til arrangementet, var det især ombygningen af hallerne, der fordyrede projektet.

## Datoer
Konkurrencen blev oprindeligt planlagt til at finde sted mellem den 13. og 17. maj 2014. Den 8. juli 2013 meddeltes det, at arrangementet var flyttet til ugen før, så semifinalerne i stedet ville blive afholdt tirsdag den 6. og torsdag 8. maj, mens finalen ville blive afholdt lørdag den 10. maj 2014. Flytningen blev begrundet med, at det passede både de kandiderende værtsbyer og de fleste deltagerlande bedre.

## Værtsby

### Udvælgelsesfase
Den 20. maj 2013 meddelte DR, at Eurovision Song Contest 2014 højst sandsynligt ville finde sted enten i Parken i København eller i Jyske Bank Boxen i Herning. Aarhus Kommune, som ellers på et tidligt tidspunkt havde udtrykt interesse for at blive værtsby, havde trukket sit kandidatur. Aarhus' borgmester, Jacob Bundsgaard, valgte i stedet at give sin fulde støtte til Herning som værtsby.
To dage senere udtalte Ernst Trillingsgaard, direktør for Aalborg Kongres og Kultur Center, at også Aalborg var interesseret i at blive værtsby for Eurovision Song Contest 2014, som i så fald skulle afholdes i Gigantium. I første omgang ville han dog kontakte DR for at få uddybet kravene og betingelserne for at være vært for arrangementet. Samme dag meddelte Fredericias borgmester, Kenny Bruun Olsen, at han med opbakning fra resten af borgmestrene i Trekantområdet, som dækker over kommunerne Billund, Fredericia, Kolding, Middelfart, Vejen og Vejle, ville pege på Fredericia som værtsby for konkurrencen med MesseC som foreslået lokalitet. Messecentrets største hal kunne ifølge Bruun Olsen rumme op til 8.000 publikummer til en begivenhed som Eurovision Song Contest.
Den 23. maj 2013 bragte endnu en jysk by sig på banen som mulig værtsby, da spillestedet Fængslet i Horsens valgte at tilbyde sig som vært for konkurrencen. Hvis Fængslet, som ligger i det gamle Horsens Statsfængsels gård, skulle kunne fungere som arena, ville fængselsgården blive overdækket permanent med et glastag.
Et flertal i Aalborg Kommunes magistrat besluttede den 17. juni 2013 ikke at ansøge om værtskabet, da de ikke mente, at byens hotelkapacitet var tilstrækkelig til et arrangement af den størrelse. Den 18. juni var der således ifølge DR fire byer i spil om at lægge hus til Eurovision Song Contest 2014: Fredericia, Herning, Horsens og København.
Den 19. juni bekræftede Martin Bender, underdirektør for Wonderful Copenhagen, overfor Ekstra Bladet, at tre lokaliteter i København var i spil til at huse Eurovision Song Contest 2014: Parken, et stort telt foran DR Byen og B&W Sektionshal 2 på Refshaleøen.
Seks dage senere meddelte Fredericia Kommune, at Trekantsområdet havde besluttet at trække sin ansøgning om at blive værtsby tilbage. DR krævede nemlig en søjlefri arena med en loftshøjde på minimum 16 meter, og dette kunne ikke opfyldes i Messe C, som var Trekantsområdets eneste bud på en mulig lokation.
Den 28. juni 2013 trak også Parken Sport & Entertainment sit kandidatur tilbage.
| By         | Sted                        | Kapacitet | Bemærkninger                          |
| ---------- | --------------------------- | --------- | ------------------------------------- |
| Fredericia | Messe C                     | 8.000     |                                       |
| Herning    | Jyske Bank Boxen            | 15.000    | Vært for Dansk Melodi Grand Prix 2013 |
| Horsens    | Fængslet                    | 10.000    |                                       |
| København  | Parken                      | 50.000    | Vært for Eurovision Song Contest 2001 |
| København  | B&W Sektionshal 1 & 2       | 11.000    | Vært for Eurovision Song Contest 2014 |
| København  | Et stort telt foran DR Byen | 10-15.000 |                                       |

### København som værtsby
Den 2. september 2013 meddelte DR, at Eurovision Song Contest 2014 ville blive afholdt i B&W Hallerne på Refshaleøen i København. Ifølge planerne skulle Refshaleøen omdannes til Eurovision Island, hvor en lang række aktiviteter omkring grand prix'et ville blive samlet. Om baggrunden for udvælgelsen udtalte showets producer Pernille Gaardbo: "Med valget af B&W-hallerne er vi godt på vej til at folde den mest nyskabende arena ud nogensinde. Det er vores ambition at forny showet i både form og indhold, så det bliver en nutidig opdatering med respekt for traditionerne." Gaardbo udtalte desuden, at DR "selv kan beslutte rammerne indenfor og udenfor. Vi kan skræddersy hallerne efter behov og give det vores helt eget kreative særpræg." Med valget af B&W Hallerne var det tredje gang, at Eurovision Song Contest blev afholdt i København efter 1964 og 2001.
Udover de logistiske muligheder og placeringen af arenaen havde DR også valgt stedet for den officielle natklub, som skulle huse de mange fans, delegerede, kunstnere og andre deltagere i efterfester og lignende. Valget faldt i december 2013 på det gamle spillested Vega, som blev omdannet til EuroClub. Begrundelsen herfor var Vegas unikke historie og placering, som man ønskede at vise frem for de mange gæster. EuroClubs åbningstid varede fra den 28. april til og med 10. maj, hvor finalen fandt sted.

#### Grøn profil
København valgte en grøn profil til Eurovision, hvor der blev budt på rent postevand fra aqua-barer, øko-gademad og aktiviteter i grønne byrum. Desuden kunne gæsterne benytte de nye el-bycykler og køre ad den til lejligheden nyanlagte cykelsti til Refshaleøen. Deltagerne til konkurrencen blev transporteret rundt i byen af en række elbiler af mærkerne Nissan Leaf og Tesla Model S.
Host City Copenhagen - et projektselskab, der stod for alle events i byen under Eurovision og for klargørelsen af Refshaleøen - kritiseredes af flere fagfolk, bl.a. fordi det ud over strøm fra det almindelige elnet også krævede strøm fra 26 forurenende dieselgeneratorer til de mange shows. Endvidere ville de mange rørføringer ikke blive genanvendt, efter at Eurovision var overstået.

#### Eurovision-sagen
For at B&W Hallerne kunne blive klar til showet, måtte de ombygges, og området måtte planeres. Endvidere måtte der etableres strøm og fjernvarme, afløb og dræn samt internet. De første telte blev sat op den 25. februar, og DR fik overleveret hallen den 1. april.
I februar 2014 kom det frem, at budgettet på 35 millioner kr. var overskredet, og Københavns Kommune måtte give en ekstrabevilling på 12,9 mio. kr. og 4,4 mio. i byggesagsomkostninger.
I august 2014 var det samlede regnskab gjort op, og det viste, at Eurovision havde kostet 112 mio. kr. og dermed 77 mio. over budgettet og tre gange dyrere end forventet. Ifølge den administrerende direktør i Wonderful Copenhagen, Lars Bernhard Jørgensen, gik over 90 % af de ekstra omkostninger til at ombygge B&W-hallerne. Man regnede med, at ombygningen ville koste 18 mio. kr., men den endte med at beløbe sig til næsten 90 mio. Budgetoverskridelsen betød, at den projektansvarlige underdirektør i Wonderful Copenhagen havde fratrådt sin stilling. Lars Bernhard Jørgensen erkendte, at Projektselskabet ESC 2014, som Wonderful Copenhagen stiftede for at afholde Eurovision, tidligere burde have indset, at byggeriet blev mere omfattende og langt dyrere, end man havde forestillet sig:
| „ | Først få uger før showet så vi, hvilken retning projektet drejede (...) Byggeriet blev udført under stort tidspres, og Wonderful Copenhagen havde ikke erfaring med byggeprojekter. | “ |
|   | — Adm. dir. Lars Bernhard Jørgensen, Wonderful Copenhagen |   |

Inden showet skulle afholdes, donerede Region Hovedstaden og Wonderful Copenhagen hver ekstra 4,3 millioner foruden en ekstrabevilling fra Københavns Kommune. Det samlede underskud lød dermed på 58 mio. kr., som parterne bag Eurovision - Københavns Kommune, Region Hovedstaden, REDA (Refshaleøens Ejendomsselskab) og Wonderful Copenhagen - skulle deles om at dække.
De primære årsager til budgetoverskridelserne var følgende:
- Tre bærende søjler i B&W Hallerne skulle fjernes, for at DR kunne lave panoramaoptagelser ud over publikum. Efter showet skulle søjlerne bygges op igen, hvilket blev langt dyrere end forventet.
- For at få plads til DR's scenedesign måtte der bygges et teltområde uden for hallerne. De ændrede planer resulterede i et byggesagsgebyr, og teltområdet kom til at koste ekstra i varme og rengøring. Desuden blev teltene raseret af stormen Carl.
- Fagforeningerne modsatte sig, at projektselskabet som forudsat kunne benytte frivillig arbejdskraft til byggeriet. Derfor kom der uforudsete udgifter til løn.

## Format
Sloganet for konkurrencen var #JoinUs, og logoet var en skarpsleben diamant i mørkeblå og lilla nuancer. Såvel slogan som logo besluttedes af DR.
Konkurrencen afvikledes med et format, der mindede om det foregående års konkurrence i Sverige, omend det dog var DR's mål at "forny" og "modernisere" showet, hvorfor man bl.a. ændrede på hvert deltagerlands postkort for at komme tættere på deltagerne. Af samme grund lancerede man en kampagne på de sociale medier, hvori fans opfordredes til at indgive deres forslag til pauseunderholdningen (interval act) med hashtagget #MyEurovisionIdea.
Som det har været tilfældet siden 2008, bestod Eurovision Song Contest 2014 af to semifinaler og en finale, idet de ti sange med det højeste antal point fra hver semifinale gik videre til finalen. Værtslandet Danmark og de fem største bidragsydere (Tyskland, Frankrig, Italien, Spanien og Storbritannien) var direkte i finalen. Ligesom i 2013 blev den endelige præsentationsrækkefølge bestemt af producerne, i dette tilfælde DR. Dog var det bestemt gennem lodtrækning i hvilken halvdel af semifinalerne, de enkelte lande skulle optræde. Der blev desuden trukket lod om Danmarks (værtslandets) startnummer i finalen; denne lodtrækning fandt sted den 17. marts 2014.
Den 24. marts 2014 offentliggjordes den endelige startrækkefølge for de to semifinaler.
Showet var danmarkshistoriens største tv-produktion og bestod af i alt 9 shows med publikum, 37 deltagende lande og omkring 195 mio. seere. 1500-1700 journalister og fotografer fra hele verden dækkede begivenheden, og ca. 10.000 personer var akkrediteret. Der var forventet op mod 90.000 publikummer og 80.000 overnatninger i Københavnsområdet. I alt 78 ½ timers prøver og shows blev afholdt med finalisterne på scenen.

### Værter
Værterne for showet var Pilou Asbæk, Lise Rønne og Nikolaj Koppel, hvilket kom frem på et pressemøde den 4. februar. Dermed var det første gang i historien, at Eurovision præsenteredes af en trio bestående af to mænd og en kvinde. Pilou Asbæk var i forvejen kendt blandt mange danskere og i udlandet for sin store birolle i Borgen og blev af DR beskrevet som den uforudsigelige værtstype.
Lise Rønne var vært på tv-showet X Factor fra 2008 til 2011 og medvært ved Dansk Melodi Grand Prix i 2011 og 2013. Fra 2011 til 2013 var hun DR's redaktør for sociale medier, og hun uddelte point på Danmarks vegne ved Eurovision Song Contest 2011. DR forventede sig en empatisk og indlevende præstation af Lise Rønne, som skulle formå at komme tættere på deltagerne og deres baggrund. Hun skulle altså kunne vække følelser og forbinde sig til deltagere og publikum, og hun stod i den forbindelse for interviews blandt deltagerne i Green Room.
Nikolaj Koppel er uddannet pianist og har afholdt koncerter i lande som Australien, USA og Tyskland. På trods af sin fortid som musiker, og det faktum at han kom fra en prominent musisk familie, havde Koppel i de senere år fungeret som tv-vært i DR, bl.a. på Aftenshowet i 2010-11, Danmarks Indsamlingen i 2012-13 og senest også som radiovært i P2-programmet Åbent Hus med Hella Joof. DR promoverede Nikolaj Koppel som den klassiske værtstype, som skulle stå for elegance og stabilitet i showet, og han stod i den forbindelse sammen med Pilou Asbæk for den omfattende pointafgivning, som i mange år har varet i op mod en time af finaleshowet.

### Ændring af afstemningsreglerne
EBU meddelte i september 2013, at afstemningsreglerne ville blive ændret i forbindelse med Eurovision 2014. Ifølge nye regler skulle alle nationale jurymedlemmer offentliggøres inden grand prix'et, den 1. maj 2014, ligesom de enkelte medlemmers pointafgivninger ville blive offentliggjort efter finalen. Ændringen skete bl.a. på baggrund af en række anklager om stemmefusk mod især Aserbajdsjan i forbindelse med Eurovision 2013.

### Scenen
Den 6. marts 2014 løftede showchef Jan Lagermand Lundme lidt af sløret for scenen i B&W Hallerne. Det skete i Amsterdam i forbindelse med, at 25 af årets kunstnere mødtes til en opvarmningskoncert for Eurovision-fans. Det ene billede, som Lundme viste, forestillede en åben, kantet diamantformet scene badet i blåhvidt lys - i stil med #JoinUs-logoet, som DR offentliggjorde i efteråret. På det næste billede tog scenen sig anderledes og mere lukket ud.
| „ | Det er et godt billede, at scenen både kan være meget åben og mere lukket. Den kommer til at kunne gøre noget; det bliver meget magisk. Jeg kan ikke rigtig sige mere. | “ |
|   | — Showchef Jan Lagermand Lundme (6. marts 2014) |   |

Den 23. april 2014 offentliggjorde Lundme og Tv-producer Per Zachariassen det endelige design af Eurovision-scenen på et pressemøde i B&W Hallerne på Refshaleøen. Scenen var 35 meter bred og 20 meter høj med catwalks, der strakte sig 16 meter ud i lokalet. Den forestillede en lysende kubus, som kunne gøres både gennemsigtig og lukket. Bag den stod en 100 meter lang og 13 meter høj væg af lys og LED, hvor der kunne vises billeder og animation under showet. I et langt bassin rundt om scenen var der 40 m³ vand, der i løbet af showet både kunne bruges som badebassin og som affyringsplatform for ild og fyrværkeri.
Scenegulvet kunne bruges til at lave visuelle effekter. Det bestod af en 13 x 13 meter interaktiv LED-flade som reagerede som en touchskærm og kunne fx lave en illusion af fodspor i sne, når sangerne bevægede sig rundt på scenen. Kubussen, der var scenens blikfang, var bygget op af 120 terningformede moduler og var beklædt med en særlig form for projektionsfolie, som gjorde det muligt at give kubussen flere forskellige udtryk.
Lys- og sceneudstyret leveredes af det tyske firma Production Resource Group (PRG) og det danske firma Litecom Group. PRG leverede blandt andet 1000 projektører og lyspaneler fordelt på 144 stk. PRG Bad Boys, 260 stk. GLP Impression X4, 100 stk. Sharpy Wash, 290 stk. Sunstrip Active og 212 stk. Vari*Lite VL5. Lysshowet programmeredes af den danske lysdesigner Kasper Lange og hans team, og til DR udtalte Lange forud for showet, at "når showet er stort, skal udtrykket være enkelt."
Ifølge scenograf Claus Zier var indretningen af scenen inspireret af skibsfart og vand, og således kom inspirationen fra stævnen på et skib, der skærer sig igennem vandet.
| „ | Lige så snart jeg fik denne her skibs-idé, kunne jeg bare ikke lægge den fra mig. Kubussen er vokset ud af skibsformen og vandet, men jeg ser også skibet som en metafor på hele rejsen og på Danmarks historie som søfartsnation. | “ |
|   | — Scenograf Claus Zier (april 2014) |   |

Ifølge 'Creative Director and Content Producer' Nicoline Refsing og hendes team, der brugte utallige timer på at afprøve scenens animationer og lyssætning, skulle sceneshowet både se godt ud for tilskuerne i salen og hjemme på fjernsynsskærmen. Refsing havde endvidere samarbejdet med hver af de 37 delegationer om at skabe deres look, når de skulle optræde, så hver sang fik sin egen stemning og atmosfære.
DR offentliggjorde samme dag et klip, der viste scenen i aktion.
Scenen blev bygget af DR´s egen scenografiafdeling med en række underleverandører herunder Det Kongelige Teater, der byggede scenens stålkonstruktion på deres værksted på Refshaleøen og hos en underleverandør. Der benyttedes i alt 40 tons stål og aluminium.
Fra april til juli brugte den 21-årige svenske Eurovision-fan Alexandro Kröger Degerfeldt 200 timer på at genopføre scenen i Lego og genskabe de 26 numre fra finalen i stop motion-videoer, som han efterfølgende lagde på Facebook, Instagram og YouTube.

### Postkort
Der er tradition for at vise en lille film, inden hvert lands deltager indtager scenen. I januar 2014 løftede DR sløret for konceptet bag årets postkort, der i tråd med postkortene fra Eurovision i 2013 havde kunstnerne i fokus. DR samarbejdede med filmselskabet Treshow om filmene, og optagelserne gik i gang i starten af februar. Deltagerne fik til opgave at skabe deres lands flag ud fra et hvilket som helst materiale. På scenen forklarede vært Nikolaj Koppel det således: "To introduce each country this year, we asked the artists to create their flag out of something that they love or feel describes them as people." ("For at præsentere hvert land i år har vi bedt kunstnerne om at skabe deres lands flag ud fra noget, som de elsker, eller som de føler beskriver dem som mennesker.") Der var afsat 8 timer til at filme med hvert land. Ifølge showchef Jan Lagermand Lundme var succeskriteriet for postkortene, at hvert enkelt land skulle føle, at de og deres kunstner var repræsenteret på den bedst tænkelige måde, og at man som seer bagefter skulle føle, at man kendte lidt mere til landet og kunstneren.
Semifinale 1:
- Armenien: En hjemmelavet broche
- Letland: En hjemmebagt kage
- Estland: 40-fods containere
- Sverige: Luftmadrasser i et svømmebassin
- Island: Projektion på vandfald
- Albanien: Tatovering på ryggen
- Rusland: LED-lysbånd i et spejlkabinet
- Aserbajdsjan: Lysstofrør
- Ukraine: Post-it-sedler på en perron foran et tog
- Belgien: Hjemmestrikket tæppe i et fællesvaskeri
- Moldova: Keramiske vaser
- San Marino: Maleri i en hangar
- Portugal: Kropsmaling
- Holland: Tulipaner på en kanalbåd
- Montenegro: Puslespil på et flygel
- Ungarn: Rubiks terninger

Semifinale 2:
- Malta: Fyrværkeri
- Israel: Dødehavet
- Norge: Vindue
- Georgien: Glas med rødvin
- Polen: Diagram fra et lydstudie
- Østrig: Kjoler fra et teater
- Litauen: Paraplyer
- Finland: Isblokke
- Irland: Balloner
- Hviderusland: Ishockey-pucke
- Nordmakedonien: Lydbølger på en plade med sand
- Schweiz: Domino-brikker
- Grækenland: Muslingeskaller
- Slovenien: Bøger
- Rumænien: Refleksion af fyrværkeri i en sø

The Big Five og værtslandet:
- Tyskland: Hjemmelavede bolsjer
- Frankrig: Røgbomber monteret på cykler
- Italien: Tomater, mozzarella og basilikum
- Spanien: Strikkegarn omkring en kolonnade
- Storbritannien: Dobbeltdækkerbusser og varevogne
- Danmark: TV-stue

### Pauseunderholdning
Som noget nyt opfordrede DR fans og seere til at komme med idéer til pauseindslag ved finalen i Eurovision Song Contest 2014. Til dette formål startede DR og EBU den 19. december 2013 kampagnen #MyEurovisionIdea, hvor folk kunne bruge de sociale medier til at komme med forslag. Om ideen udtalte Jan Lagermand Lundme: "Vi tror på, at der er en masse kreative kræfter ude blandt seerne i hele Europa, og dem vil vi gerne lade komme til orde. Derfor opfordrer vi nu alle, der har idéer, holdninger og meninger til, hvordan et af numrene i showet skal se ud, til at skrive deres forslag."
Et af finalens pauseindslag, som fandt sted under sms-afstemningen, var delvist inspireret af et forslag fra denne kampagne, som blev fremsat af en tysk fan. Den endelige udførelse var dog forkortet i forhold til den oprindelige idé: Seks danske sangere, Jimmy Jørgensen, Claus Hempler, Bjørn Fjæstad, Mark Linn, Annika Aakjær og Louise Hart, stod på stiger og sang en nyfortolkning af Beethovens 4. sats fra niende symfoni An die Freude (Ode til glæden) – også kendt som den officielle hymne for Den Europæiske Union.
Den 24. marts 2014 blev det offentliggjort, at australsk tv skulle stå for en del af pauseunderholdningen i den anden semifinale den 8. maj. Eurovision Song Contest har i mange år nydt stor popularitet i Australien, selvom landet ikke deltager i konkurrencen. Ifølge DR havde australsk tv flere gange spurgt, om de måtte medvirke i udsendelsen. Dagen efter meddeltes det, at sangerinden Jessica Mauboy skulle optræde i pausen i den anden semifinale.
Endelig optrådte Emmelie de Forest i finalen med nummeret "Rainmaker" sammen med de 26 finalister.

## Bookmakere og fanafstemninger
| Forhåndsfavoritterne Aram Mp3 (tv.) og Sanna Nielsen (th.). Foto: Albin Olsson. Licens: CC-BY-SA-3.0 |  | Forhåndsfavoritterne Aram Mp3 (tv.) og Sanna Nielsen (th.). Foto: Albin Olsson. Licens: CC-BY-SA-3.0 |
| Forhåndsfavoritterne Aram Mp3 (tv.) og Sanna Nielsen (th.). Foto: Albin Olsson. Licens: CC-BY-SA-3.0 |  | |

Den 22. april - to uger før den første semifinale skulle afholdes - var det ikke entydigt, hvem der ville løbe med sejren i finalen. Bookmakerne havde Armenien som storfavorit til at vinde og gav kun pengene mellem 1,70 og 3,05 gange igen, hvis Aram Mp3 løb med sejren. Men samtidig indtog Armenien kun en 9. plads i OGAE-afstemningen blandt grand prix-fans, efter at 13 fanklubber havde afgivet deres stemmer. Sveriges Sanna Nielsen førte med 31 point ned til Østrig og Conchita Wurst på andenpladsen. Bl.a. den danske fanklub havde givet Sverige 12 point i afstemningen. Den 30. april fremgik det, at 20 fanklubber havde givet Sverige toppoint og dermed en klar sejr foran Ungarn på andenpladsen og Israel på tredjepladsen. Danske Basim endte på en 12. plads. Fire gange siden 2007, hvor fanafstemningen havde fundet sted, havde fanklubberne ramt rigtigt med vinderen i deres afstemning. Dog tog de fejl bl.a. i 2011, hvor Kati Wolf fra Ungarn vandt OGAE-afstemningen men måtte nøjes med en 22. plads i finalen.
Den 25. april viste udviklingen hos websitet oddschecker.com, der samlede en lang række europæiske bookmakeres odds på en grand prix-vinder, at Armenien var favorit til at vinde, og at Sverige ville indtage 2. pladsen og Danmark 3. pladsen.
Ifølge en dansk musikforskers model over internettets indvirkning på melodi grand prix havde Armenien længe været favorit til at vinde grand prix'et. Men efter at Aram Mp3 i slutningen af marts kom med nogle uheldige udtalelser om Østrigs deltager, turde forskeren ikke længere komme med et bud på en vinder.
Efter den første semifinale overtog svenske Sanna Nielsen førstepladsen hos bookmakerne fra Aram Mp3.

### OGAE
Organisation Générale des Amateurs de l'Eurovision, forkortet OGAE, er en international sammenslutning af nationale Eurovision-fanklubber, grundlagt i 1984 i Savonlinna, Finland af Jari-Pekka Koikkalainen. Organisationen er en ikke-statslig og upolitisk non-profit-virksomhed. Siden 2007 har OGAE forud for den egentlige konkurrence afholdt en afstemning, hvor klubbernes medlemmer stemmer mellem de nationale bidrag. Nedenfor vises de fem bedst placerede sange i årets OGAE-afstemning.
| Land           | Sang                       | Artist(er)             | Komponist(er)                                           | OGAE resultat |
| -------------- | -------------------------- | ---------------------- | ------------------------------------------------------- | ------------- |
| Sverige        | "Undo"                     | Sanna Nielsen          | Fredrik Kempe, David Kreuger, Hamed "K-One" Pirouzpanah | 354           |
| Ungarn         | "Running"                  | András Kállay-Saunders | András Kállay-Saunders, Krisztián Szakos                | 262           |
| Israel         | "Same Heart"               | Mei Finegold           | Rami Talmid                                             | 233           |
| Østrig         | "Rise Like a Phoenix"      | Conchita Wurst         | Charley Mason, Joey Patulka, Ali Zuckowski, Julian Maas | 221           |
| Storbritannien | "Children of the Universe" | Molly                  | Molly Smitten-Downes, Anders Hansson                    | 162           |

### Marcel Bezençon Awards
Marcel Bezençon Awards er en pris, der første gang blev uddelt i forbindelse med Eurovision Song Contest 2002 i Tallinn, Estland. Den er grundlagt af Christer Björkman, Sveriges repræsentant i Eurovision Song Contest 1992 og den nuværende svenske delegationsleder, samt Richard Herrey, medlem af Herreys som vandt for Sverige i 1984, og er opkaldt efter initiativtageren til Eurovision Song Contest, Marcel Bezençon. Prisen uddeles i tre kategorier: Press Award, Artistic Award og Composer Award.
| Kategori       | Land    | Sang                   | Kunstner           | Komponister                                                          |
| -------------- | ------- | ---------------------- | ------------------ | -------------------------------------------------------------------- |
| Artists Award  | Holland | "Calm After the Storm" | The Common Linnets | Ilse DeLange, JB Meijers, Rob Crosby, Matthew Crosby, Jake Etheridge |
| Composer Award | Holland | "Calm After the Storm" | The Common Linnets | Ilse DeLange, JB Meijers, Rob Crosby, Matthew Crosby, Jake Etheridge |
| Press Award    | Østrig  | "Rise Like a Phoenix"  | Conchita Wurst     | Charley Mason, Joey Patulka, Ali Zuckowski, Julian Maas              |

### Barbara Dex Award
Barbara Dex Award er en humoristisk pris, der har været uddelt årligt siden 1997 af fan-websiden House of Eurovision. Prisen - der gives til Eurovisions værst klædte kunstner - er opkaldt efter den belgiske sangerinde, Barbara Dex, der sluttede sidst i Eurovision 1993 og var iført sin egen selvdesignede kjole.
| Placering | Land     | Kunstner(e)         | Point |
| --------- | -------- | ------------------- | ----- |
| 1         | Litauen  | Vilija              | 311   |
| 2         | Italien  | Emma Marrone        | 90    |
| 3         | Moldova  | Cristina Scarlat    | 90    |
| 4         | Georgien | The Shin and Mariko | 76    |
| 5         | Albanien | Hersi               | 64    |

## Åbningsceremoni
Søndag den 4. maj kl. 18 markeredes starten på Eurovision-ugen med et rødt løber-arrangement på Rådhuspladsen, hvor sidste års vinder Emmelie de Forest som den første satte sine fødder på den røde løber efterfulgt af kunstnerne fra de 37 deltagerlande og de tre værter Lise Rønne, Pilou Asbæk og Nikolaj Koppel. Presse, fans og andre interesserede kunne overvære velkomsten af deltagerne. For enden af den røde løber tog executive producer Pernille Gaardbo fra DR og Jon Ola Sand fra EBU imod og slusede deltagerne indenfor. Inde i salen på Københavns Rådhus blev deltagerne bespist med bl.a. kartoffelmadder, fiskefrikadeller og kransekage, og overborgmester Frank Jensen bød deltagerne velkomne.

## Prøver og shows
Søndag den 27. april ankom de første deltagere i Københavns Lufthavn, og storfavoritten Aram Mp3 var den første. »Jeg glæder mig til at vinde Eurovision«, skulle han angiveligt have sagt til de ventende journalister.
De første sceneprøver afholdtes mandag den 28. april, hvor de første deltagere til den første semifinale hver fik 30 minutter til at synge deres sang op til fire gange og undervejs justere scenografien. Således gennemførte storfavoritterne Aram Mp3 og Sanna Nielsen deres sceneprøver i løbet af formiddagen. Norges deltager, Carl Espen, stod første gang på scenen tirsdag den 29. april. Danske Basim havde sammen med Storbritannien, Tyskland, Frankrig, Spanien og Italien første sceneprøve søndag den 4. maj.
I viewing-rummet kunne deltagerne se en optagelse af deres prøve og foreslå ændringer til bl.a. det lys- og grafik-show, som kørte under deres optræden.
Følgende shows afholdtes med publikum:
| Show           | Tidspunkt                       | Tv-optagelser | Tv-transmitteret |
| -------------- | ------------------------------- | ------------- | ---------------- |
| Fagjury semi 1 | Mandag den 5. maj kl. 21-23     | Ja            | Nej              |
| Familie semi 1 | Tirsdag den 6. maj kl. 15-17    | Ja            | Nej              |
| Semi 1         | Tirsdag den 6. maj kl. 21-23    | Ja            | Ja               |
| Fagjury semi 2 | Onsdag den 7. maj kl. 21-23     | Ja            | Nej              |
| Familie semi 2 | Torsdag den 8. maj kl. 15-17    | Ja            | Nej              |
| Semi 2         | Torsdag den 8. maj kl. 21-23    | Ja            | Ja               |
| Fagjury finale | Fredag den 9. maj kl. 21-00     | Ja            | Nej              |
| Familie finale | Lørdag den 10. maj kl. 13-16    | Ja            | Nej              |
| Finale         | Lørdag den 10. maj kl. 21-00.30 | Ja            | Ja               |

## Diverse hændelser

### Kontrovers om Østrigs deltager
I Hviderusland førte det til protester, at den østrigske tv-station ORF havde udvalgt drag queen'en Conchita Wurst til at repræsentere Østrig. En gruppe borgere afleverede en underskriftsindsamling til hviderussisk tv med kravet om, at de klippede Wursts optræden ud under den direkte transmission af showet. Gruppen mente, at Conchita Wurst i skikkelse af drag queen ville være med til at promovere »en uacceptabel livsstil« og gøre Eurovision Song Contest til »et arnested for sodomi«. Det er imidlertid i modstrid med reglerne at undlade at vise alle de deltagende sange.
I slutningen af marts 2014 kom det frem, at også Armeniens deltager, Aram Mp3, havde langet ud efter Conchita Wurst og bl.a. sagt, at Conchitas 'orientering' »ikke er normal« og havde joket med, at det armenske Grand Prix-team måtte hjælpe Conchita med at beslutte sig for, om hun er en mand eller en kvinde. Conchitas reaktion var bl.a., at såfremt Aram Mp3 havde problemer med at forstå det, ville Conchita med glæde mødes med ham og forklare ham det mere detaljeret.
Til en koncert i Amsterdam i starten af april, hvor 25 af Grand Prix-deltagerne deltog, blev Aram Mp3 buhet ud af publikum. Han beklagede efterfølgende sine udtalelser og sagde, at han var blevet misforstået og ikke var homofob.

### Telefonstemmerne fra Krim
Efter den russiske annektering af halvøen Krim opstod der usikkerhed om, hvorvidt telefonstemmerne fra Krim skulle tælles som russiske eller ukrainske. Den 30. april 2014 meddelte EBU, at de skulle tælles som ukrainske stemmer, eftersom halvøens indbyggere fortsat har ukrainske telefonnumre. EBU ønskede ikke at forholde sig til den politiske konflikt mellem Rusland og Ukraine, men understregede at løsningen var rent praktisk.

### Buhråb mod Rusland
Da det i den første semifinale blev afsløret, at de russiske deltagere The Tolmachevy Sisters var gået videre til finalen, lød der højlydt buhen fra publikum i salen; noget der senere gentog sig under afstemningen i finalen, når Rusland fik point. Ifølge Jyllands-Posten skyldtes den manglende sympati overfor Rusland dels landets rolle i den politiske krise i Ukraine, og dels den russiske lov imod "homoseksuel propaganda".
Efter semifinalen udtalte Eurovision Song Contests overdommer Jon Ola Sand sig kritisk om buhråbene til Jyllands-Posten: "Jeg synes, det er en skam. Først og fremmest fordi de slet ikke har noget ansvar for situationen og for, hvad der sker i Europa lige nu. De er ikke engang 20 år gamle. Jeg synes, det er synd, de blev buhet ud. Jeg synes, vi skal holde det her som en slags fredelig kampplads for musik og ikke politik. Alle er frie til at udtrykke deres følelser. Men jeg synes, det er meget ærgerligt, det som skete."
Også formanden for den danske Melodi Grand Prix-fanklub Johann Sørensen var stærkt kritisk overfor buhråbene, som han beskrev som en "adfærd, som er mere udbredt blandt fodboldfans". Desuden tog årets islandske deltagere Pollapönk efter finalen afstand fra råbene.

### Jurystemmerne fra Georgien
De georgiske jurystemmer i finalen blev diskvalificeret, fordi alle jurymedlemmer havde præcist de samme sange i toppen. EBU's event supervisor Sietse Bakke udtalte til svenske Aftonbladet, at "De har ikke lyttet til reglerne. Det er statistisk umuligt, at alle havde samme top otte, derfor blev stemmerne erklæret ugyldige", og at "Alle jurymedlemmer skal stemme individuelt, og det gjorde de åbenbart ikke." Som en konsekvens af dette var de georgiske point i finalen udelukkende baseret på telefonstemmerne.

### Kommentar fra Litauens talsperson
Under pointgivningen og lige før Litauens talsperson Ignas Krupavičius annoncerede, at de ti point fra Litauen gik til Conchita Wurst, sagde han med hentydning til Wursts fuldskæg: "Now it is time to shave" ("Nu er det tid til at barbere sig"), hvorefter han tog en barberskraber frem og lod som om, han barberede sit eget skæg, hvorefter han fniste af joken. Nikolaj Koppel besvarede joken ved at sige: "Time to shave? I think not." ("Tid til at barbere sig? Det tror jeg ikke.") BBC's kommentator Graham Norton udtrykte også sin frustration over joken.

### Aktivist på scenen
Da Conchita Wurst var blevet udråbt som vinder og havde sunget sin vindersang igen, blandede en på det tidspunkt ukendt mand sig med pressefotograferne på scenen og overrakte Conchita Wurst blomster, inden sikkerhedsvagterne nåede at gribe ind. Efterfølgende viste manden sig at være en 33-årig estisk aktivist ved navn Meelis Kaldalu. Han er en velkendt aktivist i Estland.

## Kongelig deltagelse
Den 24. april 2014 skrev DR, at det daværende kronprinspar, Kronprins Frederik og Kronprinsesse Mary, ville overvære finalen den 10. maj. Angiveligt grundet det australske islæt i semifinalen overværede kronprinsessen og to af kronprinsparrets børn, prins Christian og prinsesse Isabella, familiesemifinalen den 8. maj, hvor de bl.a. hilste på Basim.
Til finalen den 10. maj blev Frederik og Mary modtaget af DR’s generaldirektør Maria Rørbye Rønn og formanden for DR’s bestyrelse Michael Christiansen, inden kronprinsparret som de sidst ankomne satte sig på deres pladser bagerst i salen midtfor.

## Deltagere og resultater
37 lande deltog, hvilket var det laveste antal siden 2004.
Valentina Monetta repræsenterede i 2014 San Marino i Eurovision Song Contest for tredje år i træk efter tidligere at have sunget for landet i både 2012 og 2013. Monetta blev således den fjerde sanger i konkurrencens historie, der har deltaget tre år i træk. Tidligere har såvel Lys Assia som Corry Brokken deltaget for henholdsvis Schweiz og Holland i 1956, 1957 og 1958, mens Udo Jürgens repræsenterede Østrig i 1964, 1965 og 1966.
Øvrige gengangere var Paula Seling og Ovi, der tidligere havde repræsenteret Rumænien i Eurovision Song Contest 2010 i Oslo med nummeret "Playing with Fire".
Der havde længe hersket usikkerhed om, hvorvidt Grækenland kunne deltage i ESC 2014 som følge af den nationale tv-station ERT's nedlæggelse i juni 2013. Græsk deltagelse forudsatte, at ERT's afløser NERIT ville nå at blive fuldt optaget i EBU. Landets midlertidige tv-station DT meddelte den 23. november, at de havde tilmeldt sig konkurrencen og arbejdede frem imod græsk deltagelse, men at en endelig beslutning endnu ikke var truffet. Den 9. januar 2014 kunne EBU endelig bekræfte Grækenlands deltagelse i ESC 2014.

### Nationale udvælgelser
Nedenfor er der lavet en oversigt over, hvordan de deltagende bidrag blev udvalgt i hjemlandene. Oversigten er inddelt efter, hvilke semifinaler landene deltog i, hvilket betyder at de seks direkte kvalificerede finalelande er ordnet for sig. De fra semifinalerne kvalificerede finalelande skal altså findes under deres respektive semifinaleafsnit.
| Semifinale 1 | Semifinale 1                                                   | Semifinale 1                    | Semifinale 1                                         |
| Land         | Udvælgelsesmetode                                              | Evt. betegnelse for udvælgelsen | Dato for udvælgelse                                  |
| ------------ | -------------------------------------------------------------- | ------------------------------- | ---------------------------------------------------- |
| Armenien     | Intern udvælgelse                                              |                                 | Repræsentant: 31. december 2013 Sang: 14. marts 2014 |
| Letland      | National finale                                                | Dziesma                         | 22. februar 2014                                     |
| Estland      | National finale                                                | Eesti Laul                      | 1. marts 2014                                        |
| Sverige      | National finale                                                | Melodifestivalen                | 8. marts 2014                                        |
| Island       | National finale                                                | Söngvakeppnin                   | 15. februar 2014                                     |
| Albanien     | National finale                                                | Festivali i Këngës              | 28. december 2013                                    |
| Rusland      | Intern udvælgelse                                              |                                 | 15. marts 2014                                       |
| Aserbajdsjan | Solist fundet ved national finale. Sang senere fundet internt. | Böyük Sehne                     | Repræsentant: 2. marts 2014 Sang: 16. marts 2014     |
| Ukraine      | National finale                                                |                                 | 21. december 2013                                    |
| Belgien      | National finale                                                | Eurosong 2014                   | 16. marts 2014                                       |
| Moldova      | National finale                                                | O melodie pentru Europa         | 15. marts 2014                                       |
| San Marino   | Intern udvælgelse                                              |                                 | Repræsentant: 19. juni 2013 Sang: 14. marts 2014     |
| Portugal     | National finale                                                | Festival da canção              | 15. marts 2014                                       |
| Holland      | Intern Udvælgelse                                              |                                 | Repræsentant: 25. november 2013 Sang: 4. marts 2014. |
| Montenegro   | Intern udvælgelse                                              |                                 | Repræsentant: 19. november 2013 Sang: 9. marts 2014  |
| Ungarn       | National finale                                                | A Dal                           | 22. februar 2014                                     |

| Semifinale 2   | Semifinale 2                                           | Semifinale 2                                                      | Semifinale 2                                           |
| Land           | Udvælgelsesmetode                                      | Evt. betegnelse for udvælgelsen                                   | Dato for udvælgelse                                    |
| -------------- | ------------------------------------------------------ | ----------------------------------------------------------------- | ------------------------------------------------------ |
| Malta          | National finale                                        |                                                                   | 8. februar 2014                                        |
| Israel         | Solist valgt internt. Sang fundet ved national finale. | Kdam 2014                                                         | Repræsentant: 11. januar 2014 Sang: 6. marts 2014      |
| Norge          | National finale                                        | Norsk Melodi Grand Prix                                           | 15. marts 2014                                         |
| Georgien       | Intern udvælgelse                                      |                                                                   | Repræsentant: 4. februar 2014 Sang: 24. februar 2014   |
| Polen          | Intern udvælgelse                                      |                                                                   | 25. februar 2014                                       |
| Østrig         | Intern udvælgelse                                      |                                                                   | Repræsentant: 10. september 2013 Sang: 18. marts 2014. |
| Litauen        | National finale                                        | Eurovizijos                                                       | Sang: 23. februar 2014 Repræsentant: 1. marts 2014     |
| Finland        | National finale                                        | Uuden Musiikin Kilpailu                                           | 1. februar 2014                                        |
| Irland         | National finale                                        | Eurosong 2014 (som en særudgave af programmet The Late Late Show) | 1. marts 2014                                          |
| Hviderusland   | National finale                                        |                                                                   | 10. januar 2014                                        |
| Nordmakedonien | Intern udvælgelse                                      |                                                                   | Repræsentant: 28. august 2013 Sang: 22. februar 2014   |
| Schweiz        | National finale                                        | Die große Entscheidungsshow                                       | 1. februar 2014                                        |
| Grækenland     | National finale                                        | Eurosong 2014 – A MAD Show                                        | 11. marts 2014                                         |
| Slovenien      | National finale                                        | EMA 2014                                                          | 8. marts 2014                                          |
| Rumænien       | National finale                                        | Selecția Națională                                                | 2. marts 2014                                          |

| Direkte kvalificerede finalelande | Direkte kvalificerede finalelande | Direkte kvalificerede finalelande | Direkte kvalificerede finalelande                   |
| Land                              | Udvælgelsesmetode                 | Evt. betegnelse for udvælgelsen   | Dato for udvælgelse                                 |
| --------------------------------- | --------------------------------- | --------------------------------- | --------------------------------------------------- |
| Tyskland                          | National finale                   | Unser Song für Dänemark           | 13. marts 2014                                      |
| Frankrig                          | National finale                   | Chansons d'Abord                  | 2. marts 2014                                       |
| Italien                           | Intern udvælgelse                 |                                   | Repræsentant: 22. januar 2014 Sang: 25. januar 2014 |
| Spanien                           | National finale                   | Mira quién va a Eurovisión        | 22. februar 2014                                    |
| Danmark                           | National finale                   | Dansk Melodi Grand Prix 2014      | 8. marts 2014                                       |
| Storbritannien                    | Intern udvælgelse                 |                                   | 3. marts 2014                                       |

### Semifinaler
Den 20. januar blev der trukket lod om semifinalisternes placeringer i de to semifinaler. Lodtrækningen afgjorde samtidig, i hvilken halvdel af semifinalerne de enkelte sange skulle fremføres.
DR havde imidlertid besluttet på forhånd, at Norge og Sverige skulle deltage i hver sin semifinale. Dette skete for at lette presset på billetsalget, da der blev forventet særligt mange tilskuere fra disse lande. Efter en særlig lodtrækning blev det den 24. november 2013 offentliggjort, at Sverige skulle deltage i den første semifinale, mens Norge skulle deltage i den anden. Det blev desuden besluttet på forhånd, at Israel skulle optræde i den anden semifinale, da den første semifinale faldt sammen med en israelsk helligdag, hvilket kunne umuliggøre israelsk deltagelse.
Lodtrækningen den 20. januar bestemte desuden, i hvilke semifinaler de seks direkte kvalificerede finalelande, dvs. værtslandet Danmark og "Big Five"-landene (Tyskland, Frankrig, Italien, Spanien og Storbritannien) skulle stemme. Tyskland havde på forhånd udtrykt ønske om at stemme i den 2. semifinale.

#### Semifinale 1
Danmark, Frankrig og Spanien stemte i denne semifinale. De ti lande, der gik videre til finalen, er markeret med orange. Under tabellen ses den rækkefølge, finalisterne blev annonceret i. Portugal var kun et enkelt point fra at være gået i finalen, og kun fire point adskilte nr. 10 fra nr. 12.
| Nr. | Land         | Sprog         | Kunstner               | Sang                   | Dansk oversættelse   | Plads | Point |
| --- | ------------ | ------------- | ---------------------- | ---------------------- | -------------------- | ----- | ----- |
| 1   | Armenien     | Engelsk       | Aram Mp3               | "Not Alone"            | Ikke alene           | 4     | 121   |
| 2   | Letland      | Engelsk       | Aarzemnieki            | "Cake to Bake"         | Kage at bage         | 13    | 33    |
| 3   | Estland      | Engelsk       | Tanja                  | "Amazing"              | Fantastisk           | 12    | 36    |
| 4   | Sverige      | Engelsk       | Sanna Nielsen          | "Undo"                 | Gør om               | 2     | 131   |
| 5   | Island       | Engelsk       | Pollapönk              | "No Prejudice"         | Ingen fordomme       | 8     | 61    |
| 6   | Albanien     | Engelsk       | Hersi                  | "One Night's Anger"    | En nats vrede        | 15    | 22    |
| 7   | Rusland      | Engelsk       | The Tolmachevy Sisters | "Shine"                | Skinne               | 6     | 63    |
| 8   | Aserbajdsjan | Engelsk       | Dilara Kazimova        | "Start a Fire"         | Tænd en ild          | 9     | 57    |
| 9   | Ukraine      | Engelsk       | Mariya Yaremchuk       | "Tick-Tock"            | Tik-tak              | 5     | 118   |
| 10  | Belgien      | Engelsk       | Axel Hirsoux           | "Mother"               | Mor                  | 14    | 28    |
| 11  | Moldova      | Engelsk       | Cristina Scarlat       | "Wild Soul"            | Vild sjæl            | 16    | 13    |
| 12  | San Marino   | Engelsk       | Valentina Monetta      | "Maybe"                | Måske                | 10    | 40    |
| 13  | Portugal     | Portugisisk   | Suzy                   | "Quero ser tua"        | Jeg vil være din     | 11    | 39    |
| 14  | Holland      | Engelsk       | The Common Linnets     | "Calm After the Storm" | Stille efter stormen | 1     | 150   |
| 15  | Montenegro   | Montenegrinsk | Sergej Ćetković        | "Moj svijet"           | Min verden           | 7     | 63    |
| 16  | Ungarn       | Engelsk       | András Kállay Saunders | "Running"              | Løbe                 | 3     | 127   |

##### Finalister
De ti lande, der gik videre til lørdagens finale, annonceredes således - i tilfældig rækkefølge:
- Montenegro
- Ungarn
- Rusland
- Armenien
- Aserbajdsjan
- San Marino
- Ukraine
- Sverige
- Holland
- Island

#### Semifinale 2
Italien, Storbritannien og Tyskland stemte i denne semifinale. De ti lande, der gik videre til finalen, er markeret med orange. Under tabellen ses den rækkefølge, finalisterne blev annonceret i.
| Nr. | Land           | Sprog             | Kunstner                        | Sang                           | Dansk oversættelse            | Plads | Point |
| --- | -------------- | ----------------- | ------------------------------- | ------------------------------ | ----------------------------- | ----- | ----- |
| 1   | Malta          | Engelsk           | Firelight                       | "Coming Home"                  | Kommer hjem                   | 9     | 63    |
| 2   | Israel         | Hebræisk, engelsk | Mei Finegold                    | "Same Heart"                   | Samme hjerte                  | 14    | 19    |
| 3   | Norge          | Engelsk           | Carl Espen                      | "Silent Storm"                 | Stille storm                  | 6     | 77    |
| 4   | Georgien       | Engelsk           | The Shin & Mariko               | "Three Minutes to Earth"       | Tre minutter til jorden       | 15    | 15    |
| 5   | Polen          | Polsk, engelsk    | Donatan & Cleo                  | "My Słowianie - We Are Slavic" | Vi, slaverne - vi er slaviske | 8     | 70    |
| 6   | Østrig         | Engelsk           | Conchita Wurst                  | "Rise Like a Phoenix"          | Rejse sig som en fugl Fønix   | 1     | 169   |
| 7   | Litauen        | Engelsk           | Vilija                          | "Attention"                    | Opmærksomhed                  | 11    | 36    |
| 8   | Finland        | Engelsk           | Softengine                      | "Something Better"             | Noget bedre                   | 3     | 97    |
| 9   | Irland         | Engelsk           | Can-linn feat. Kasey Smith      | "Heartbeat"                    | Hjerteslag                    | 12    | 35    |
| 10  | Hviderusland   | Engelsk           | Teo                             | "Cheesecake"                   | Ostekage                      | 5     | 87    |
| 11  | Nordmakedonien | Engelsk           | Tijana                          | "To the Sky"                   | Mod himlen                    | 13    | 33    |
| 12  | Schweiz        | Engelsk           | Sebalter                        | "Hunter of Stars"              | Stjernejæger                  | 4     | 92    |
| 13  | Grækenland     | Engelsk           | Freaky Fortune feat. Risky Kidd | "Rise Up"                      | Rejs dig op                   | 7     | 74    |
| 14  | Slovenien      | Engelsk, slovensk | Tinkara Kovač                   | "Round and Round"              | Rundt og rundt                | 10    | 52    |
| 15  | Rumænien       | Engelsk           | Paula Seling & Ovi              | "Miracle"                      | Mirakel                       | 2     | 125   |

##### Finalister
Disse ti lande gik videre fra semifinale 2 - annonceret i tilfældig rækkefølge:
- Schweiz
- Slovenien
- Polen
- Rumænien
- Norge
- Grækenland
- Malta
- Hviderusland
- Finland
- Østrig

### Finalen
Det estimeredes, at 170 millioner tv-seere på verdensplan ville se finalen. Det officielle seertal viste sig dog at være 195 millioner, hvilket var 25 millioner og dermed ca. 10 % flere end i 2013. Alene i Danmark blev finalen set af 2,4 millioner tv-seere.
Conchita Wurst vandt med 290 point (7,84 point fra hvert land i gennemsnit), hvilket var 9 point flere end forrige års vinder Emmelie de Forest (7,21 point i gennemsnit) - hvor to lande flere deltog i stemmeafgivelsen - og 52 point flere end nr. 2. Wurst fik dog 82 point færre end Loreen i 2012 og 97 point færre end rekordindehaveren Alexander Rybak i 2009.
| Nr. | Land           | Sprog             | Kunstner                        | Sang                           | Dansk oversættelse            | Plads | Point |
| --- | -------------- | ----------------- | ------------------------------- | ------------------------------ | ----------------------------- | ----- | ----- |
| 1   | Ukraine        | Engelsk           | Mariya Yaremchuk                | "Tick-Tock"                    | Tik-tak                       | 6     | 113   |
| 2   | Hviderusland   | Engelsk           | Teo                             | "Cheesecake"                   | Ostekage                      | 16    | 43    |
| 3   | Aserbajdsjan   | Engelsk           | Dilara Kazimova                 | "Start a Fire"                 | Tænd en ild                   | 22    | 33    |
| 4   | Island         | Engelsk           | Pollapönk                       | "No Prejudice"                 | Ingen fordomme                | 15    | 58    |
| 5   | Norge          | Engelsk           | Carl Espen                      | "Silent Storm"                 | Stille storm                  | 8     | 88    |
| 6   | Rumænien       | Engelsk           | Paula Seling & Ovi              | "Miracle"                      | Mirakel                       | 12    | 72    |
| 7   | Armenien       | Engelsk           | Aram Mp3                        | "Not Alone"                    | Ikke alene                    | 4     | 174   |
| 8   | Montenegro     | Montenegrinsk     | Sergej Ćetković                 | "Moj svijet"                   | Min verden                    | 19    | 37    |
| 9   | Polen          | Polsk, engelsk    | Donatan & Cleo                  | "My Słowianie - We Are Slavic" | Vi, slaverne - vi er slaviske | 14    | 62    |
| 10  | Grækenland     | Engelsk           | Freaky Fortune feat. Risky Kidd | "Rise Up"                      | Rejs dig op                   | 20    | 35    |
| 11  | Østrig         | Engelsk           | Conchita Wurst                  | "Rise Like a Phoenix"          | Rejse sig som en fugl Fønix   | 1     | 290   |
| 12  | Tyskland       | Engelsk           | Elaiza                          | "Is It Right"                  | Er det rigtigt                | 18    | 39    |
| 13  | Sverige        | Engelsk           | Sanna Nielsen                   | "Undo"                         | Gøre om                       | 3     | 218   |
| 14  | Frankrig       | Fransk            | Twin Twin                       | "Moustache"                    | Overskæg                      | 26    | 2     |
| 15  | Rusland        | Engelsk           | Tolmachevy Sisters              | "Shine"                        | Skinne                        | 7     | 89    |
| 16  | Italien        | Italiensk         | Emma                            | "La mia città"                 | Min by                        | 21    | 33    |
| 17  | Slovenien      | Engelsk, slovensk | Tinkara Kovač                   | "Round and Round"              | Rundt og rundt                | 25    | 9     |
| 18  | Finland        | Engelsk           | Softengine                      | "Something Better"             | Noget bedre                   | 11    | 72    |
| 19  | Spanien        | Spansk, engelsk   | Ruth Lorenzo                    | "Dancing in the Rain"          | Danser i regnen               | 10    | 74    |
| 20  | Schweiz        | Engelsk           | Sebalter                        | "Hunter of Stars"              | Stjernejæger                  | 13    | 64    |
| 21  | Ungarn         | Engelsk           | András Kállay-Saunders          | "Running"                      | Løbe                          | 5     | 143   |
| 22  | Malta          | Engelsk           | Firelight                       | "Coming Home"                  | Kommer hjem                   | 23    | 32    |
| 23  | Danmark        | Engelsk           | Basim                           | "Cliche Love Song"             | Klichéfyldt kærlighedssang    | 9     | 74    |
| 24  | Holland        | Engelsk           | The Common Linnets              | "Calm After the Storm"         | Stille efter stormen          | 2     | 238   |
| 25  | San Marino     | Engelsk           | Valentina Monetta               | "Maybe"                        | Måske                         | 24    | 14    |
| 26  | Storbritannien | Engelsk           | Molly                           | "Children of the Universe"     | Universets børn               | 17    | 40    |

## Scoreboard

### Semifinale 1
| Semifinale 1 Splitresultater for jury og televote | Semifinale 1 Splitresultater for jury og televote | Semifinale 1 Splitresultater for jury og televote | Semifinale 1 Splitresultater for jury og televote | Semifinale 1 Splitresultater for jury og televote |
| Plads                                             | Televote                                          | Point                                             | Jury                                              | Point                                             |
| ------------------------------------------------- | ------------------------------------------------- | ------------------------------------------------- | ------------------------------------------------- | ------------------------------------------------- |
| 1                                                 | Holland                                           | 131                                               | Holland                                           | 130                                               |
| 2                                                 | Ungarn                                            | 103                                               | Sverige                                           | 125                                               |
| 3                                                 | Sverige                                           | 98                                                | Ungarn                                            | 122                                               |
| 4                                                 | Armenien                                          | 96                                                | Armenien                                          | 102                                               |
| 5                                                 | Ukraine                                           | 96                                                | Aserbajdsjan                                      | 94                                                |
| 6                                                 | Portugal                                          | 65                                                | Ukraine                                           | 88                                                |
| 7                                                 | Rusland                                           | 57                                                | Montenegro                                        | 74                                                |
| 8                                                 | San Marino                                        | 49                                                | Island                                            | 68                                                |
| 9                                                 | Island                                            | 43                                                | Albanien                                          | 64                                                |
| 10                                                | Letland                                           | 38                                                | Estland                                           | 61                                                |
| 11                                                | Belgien                                           | 31                                                | Rusland                                           | 57                                                |
| 12                                                | Montenegro                                        | 26                                                | Letland                                           | 27                                                |
| 13                                                | Aserbajdsjan                                      | 15                                                | San Marino                                        | 25                                                |
| 14                                                | Estland                                           | 13                                                | Belgien                                           | 24                                                |
| 15                                                | Albanien                                          | 6                                                 | Moldova                                           | 24                                                |
| 16                                                | Moldova                                           | 4                                                 | Portugal                                          | 17                                                |

| Stemmeprocedure: 50 % jury og televote 100 % jurystemmer | Afgivne point | Afgivne point | Afgivne point | Afgivne point | Afgivne point | Afgivne point | Afgivne point | Afgivne point | Afgivne point | Afgivne point | Afgivne point | Afgivne point | Afgivne point | Afgivne point | Afgivne point | Afgivne point | Afgivne point | Afgivne point | Afgivne point | Afgivne point |
| Stemmeprocedure: 50 % jury og televote 100 % jurystemmer | Total         | AM            | LV            | EE            | SE            | IS            | AL            | RU            | AZ            | UA            | BL            | MD            | SM            | PT            | NL            | ME            | HU            | DK            | FR            | ES            |
| Armenien                                                 | 121           |               | 6             | 5             | 8             | 3             | 5             | 12            |               | 12            | 3             |               | 10            | 4             | 12            | 10            | 8             | 5             | 12            | 6             |
| Letland                                                  | 33            |               |               | 6             | 1             | 6             |               |               | 7             |               | 5             |               | 2             | 3             |               |               | 2             | 1             |               |               |
| Estland                                                  | 36            | 5             | 10            |               | 5             | 5             |               |               | 5             |               |               |               |               |               |               |               |               |               | 4             | 2             |
| Sverige                                                  | 131           | 4             | 8             | 7             |               | 10            | 6             | 6             |               | 10            | 8             | 10            | 3             | 8             | 8             | 5             | 10            | 10            | 6             | 12            |
| Island                                                   | 61            |               | 5             | 2             | 7             |               |               |               |               | 3             | 4             |               | 7             | 1             | 7             |               | 6             | 8             | 8             | 3             |
| Albanien                                                 | 22            |               |               |               |               |               |               |               |               |               | 2             |               | 5             |               | 1             | 12            |               | 2             |               |               |
| Rusland                                                  | 63            | 7             | 4             | 1             | 2             | 2             |               |               | 10            | 6             | 1             | 12            |               | 5             |               | 4             | 5             | 4             |               |               |
| Aserbajdsjan                                             | 57            |               | 2             | 4             |               | 1             | 7             | 10            |               | 5             |               | 6             | 6             | 2             | 4             | 7             | 1             |               | 2             |               |
| Ukraine                                                  | 118           | 12            | 7             | 10            | 6             | 7             | 3             | 7             | 12            |               | 7             | 8             | 4             | 7             | 5             | 8             | 3             | 7             |               | 5             |
| Belgien                                                  | 28            | 6             |               |               |               |               |               | 4             | 4             |               |               | 7             | 1             |               | 3             | 2             |               |               | 1             |               |
| Moldova                                                  | 13            |               |               |               |               |               | 4             | 1             |               | 2             |               |               |               |               |               | 6             |               |               |               |               |
| San Marino                                               | 40            | 2             | 1             | 3             |               | 4             | 8             | 3             | 6             | 4             |               | 1             |               |               |               |               | 7             |               |               | 1             |
| Portugal                                                 | 39            | 3             |               |               | 4             |               | 1             |               | 1             |               | 6             | 3             |               |               | 2             | 3             |               | 3             | 5             | 8             |
| Holland                                                  | 150           | 10            | 12            | 12            | 12            | 12            | 2             | 2             | 3             | 7             | 10            | 2             | 12            | 12            |               | 1             | 12            | 12            | 10            | 7             |
| Montenegro                                               | 63            | 8             |               |               | 3             |               | 12            | 5             | 2             | 1             |               | 5             |               | 6             | 6             |               | 4             |               | 7             | 4             |
| Ungarn                                                   | 127           | 1             | 3             | 8             | 10            | 8             | 10            | 8             | 8             | 8             | 12            | 4             | 8             | 10            | 10            |               |               | 6             | 3             | 10            |

#### 12 point
Nedenfor er der et sammendrag af, hvilke lande der fik 12 point:
| Antal | Deltager   | Nation(er) som gav 12 point                                              |
| ----- | ---------- | ------------------------------------------------------------------------ |
| 8     | Holland    | Danmark, Estland, Ungarn, Island, Letland, Portugal, San Marino, Sverige |
| 4     | Armenien   | Frankrig, Holland, Rusland, Ukraine                                      |
| 2     | Ukraine    | Armenien, Aserbajdsjan                                                   |
| 1     | Sverige    | Spanien                                                                  |
| 1     | Albanien   | Montenegro                                                               |
| 1     | Rusland    | Moldova                                                                  |
| 1     | Montenegro | Albanien                                                                 |
| 1     | Ungarn     | Belgien                                                                  |

### Semifinale 2
| Semifinale 2 splitresultater for jury og televote | Semifinale 2 splitresultater for jury og televote | Semifinale 2 splitresultater for jury og televote | Semifinale 2 splitresultater for jury og televote | Semifinale 2 splitresultater for jury og televote |
| Plads                                             | Televote                                          | Point                                             | Jury                                              | Point                                             |
| ------------------------------------------------- | ------------------------------------------------- | ------------------------------------------------- | ------------------------------------------------- | ------------------------------------------------- |
| 1                                                 | Østrig                                            | 165                                               | Østrig                                            | 138                                               |
| 2                                                 | Rumænien                                          | 126                                               | Finland                                           | 117                                               |
| 3                                                 | Polen                                             | 116                                               | Malta                                             | 113                                               |
| 4                                                 | Schweiz                                           | 98                                                | Norge                                             | 100                                               |
| 5                                                 | Grækenland                                        | 91                                                | Rumænien                                          | 99                                                |
| 6                                                 | Hviderusland                                      | 86                                                | Hviderusland                                      | 71                                                |
| 7                                                 | Finland                                           | 63                                                | Nordmakedonien                                    | 70                                                |
| 8                                                 | Norge                                             | 55                                                | Slovenien                                         | 60                                                |
| 9                                                 | Slovenien                                         | 48                                                | Grækenland                                        | 52                                                |
| 10                                                | Irland                                            | 47                                                | Schweiz                                           | 51                                                |
| 11                                                | Litauen                                           | 44                                                | Litauen                                           | 41                                                |
| 12                                                | Malta                                             | 36                                                | Polen                                             | 34                                                |
| 13                                                | Nordmakedonien                                    | 28                                                | Georgien                                          | 33                                                |
| 14                                                | Israel                                            | 29                                                | Irland                                            | 33                                                |
| 15                                                | Georgien                                          | 15                                                | Israel                                            | 32                                                |

| Stemmeprocedure: 50 % jury og televote 100 % jurystemmer | Afgivne point | Afgivne point | Afgivne point | Afgivne point | Afgivne point | Afgivne point | Afgivne point | Afgivne point | Afgivne point | Afgivne point | Afgivne point | Afgivne point | Afgivne point | Afgivne point | Afgivne point | Afgivne point | Afgivne point | Afgivne point | Afgivne point | Afgivne point |
| Stemmeprocedure: 50 % jury og televote 100 % jurystemmer | Total         | MT            | IL            | NO            | GE            | PL            | AU            | LT            | FI            | IE            | BY            | MK            | CH            | GR            | SI            | RO            | DE            | IT            | UK            |               |
| Malta                                                    | 63            |               |               | 2             | 8             | 4             | 1             | 1             | 5             | 3             | 4             | 12            | 5             |               |               | 3             | 2             | 5             | 7             |               |
| Israel                                                   | 19            |               |               |               |               |               |               |               | 3             |               | 2             | 5             |               | 6             |               | 1             | 4             |               |               |               |
| Norge                                                    | 77            | 7             |               |               | 5             | 6             | 5             | 8             | 10            | 8             |               |               | 2             | 7             | 4             | 4             | 8             |               | 1             |               |
| Georgien                                                 | 15            | 2             |               |               |               |               |               | 6             |               |               | 5             |               |               | 1             |               |               |               |               |               |               |
| Polen                                                    | 70            | 1             | 4             | 7             |               |               | 2             | 4             |               | 2             | 10            | 3             | 3             | 3             | 5             |               | 6             | 10            | 4             |               |
| Østrig                                                   | 169           | 10            | 10            | 8             | 10            | 10            |               | 10            | 12            | 12            | 7             | 4             | 12            | 12            | 10            | 12            | 10            | 12            | 12            |               |
| Litauen                                                  | 36            |               |               | 5             | 7             | 2             |               |               |               | 5             | 6             |               |               |               |               |               |               | 1             | 10            |               |
| Finland                                                  | 97            |               | 3             | 12            | 1             | 8             | 8             | 5             |               | 10            |               | 10            | 8             | 4             | 2             | 5             | 7             | 8             | 8             |               |
| Irland                                                   | 35            | 4             | 1             | 3             |               | 5             | 4             |               |               |               |               | 7             | 1             | 2             | 1             | 2             | 3             |               | 5             |               |
| Hviderusland                                             | 87            | 6             | 7             | 1             | 12            | 7             | 10            | 12            | 7             | 1             |               | 2             |               | 8             | 6             | 8             |               |               |               |               |
| Makedonien                                               | 33            | 3             | 2             |               | 2             |               |               |               | 1             |               | 1             |               | 10            |               | 12            |               |               | 2             |               |               |
| Schweiz                                                  | 92            | 5             | 5             |               |               | 12            | 6             | 7             | 8             | 6             | 3             | 1             |               | 5             | 8             | 10            | 12            | 3             | 3             |               |
| Grækenland                                               | 74            | 8             | 6             | 6             | 3             | 1             | 3             |               | 4             | 4             | 12            | 6             | 4             |               | 3             | 7             |               | 6             |               |               |
| Slovenien                                                | 52            |               | 8             | 4             | 4             | 3             | 7             | 3             | 2             |               |               |               | 6             |               |               | 6             | 1             | 7             | 2             |               |
| Rumænien                                                 | 125           | 12            | 12            | 10            | 6             |               | 12            | 2             | 6             | 7             | 8             | 8             | 7             | 10            | 7             |               | 5             | 4             | 6             |               |

#### 12 point
Nedenfor er et sammendrag af de 12 point, som blev givet i den anden semifinale:
| N. | Kunstner       | Nation(er) som giver 12 point                                           |
| -- | -------------- | ----------------------------------------------------------------------- |
| 7  | Østrig         | Finland, Grækenland, Irland, Italien, Rumænien, Schweiz, Storbritannien |
| 3  | Rumænien       | Østrig, Israel, Malta                                                   |
| 2  | Hviderusland   | Georgien, Litauen                                                       |
| 1  | Malta          | Makedonien                                                              |
| 1  | Polen          | Tyskland                                                                |
| 1  | Finland        | Norge                                                                   |
| 1  | Nordmakedonien | Slovenien                                                               |
| 1  | Schweiz        | Polen                                                                   |
| 1  | Grækenland     | Hviderusland                                                            |

### Finale
| Finale Splitresultater for jury og televote | Finale Splitresultater for jury og televote | Finale Splitresultater for jury og televote | Finale Splitresultater for jury og televote | Finale Splitresultater for jury og televote |
| Plads                                       | Televote                                    | Point                                       | Jury                                        | Point                                       |
| ------------------------------------------- | ------------------------------------------- | ------------------------------------------- | ------------------------------------------- | ------------------------------------------- |
| 1                                           | Østrig                                      | 311                                         | Østrig                                      | 224                                         |
| 2                                           | Holland                                     | 222                                         | Sverige                                     | 201                                         |
| 3                                           | Armenien                                    | 193                                         | Holland                                     | 200                                         |
| 4                                           | Sverige                                     | 190                                         | Ungarn                                      | 138                                         |
| 5                                           | Polen                                       | 162                                         | Armenien                                    | 125                                         |
| 6                                           | Rusland                                     | 132                                         | Malta                                       | 119                                         |
| 7                                           | Schweiz                                     | 114                                         | Finland                                     | 114                                         |
| 8                                           | Ukraine                                     | 112                                         | Aserbajdsjan                                | 108                                         |
| 9                                           | Rumænien                                    | 103                                         | Norge                                       | 102                                         |
| 10                                          | Ungarn                                      | 98                                          | Danmark                                     | 85                                          |
| 11                                          | Hviderusland                                | 56                                          | Spanien                                     | 83                                          |
| 12                                          | Island                                      | 46                                          | Ukraine                                     | 78                                          |
| 13                                          | Danmark                                     | 43                                          | Rusland                                     | 70                                          |
| 14                                          | Grækenland                                  | 43                                          | Tyskland                                    | 61                                          |
| 15                                          | Spanien                                     | 41                                          | Island                                      | 59                                          |
| 16                                          | Norge                                       | 39                                          | Storbritannien                              | 52                                          |
| 17                                          | Finland                                     | 39                                          | Rumænien                                    | 51                                          |
| 18                                          | Montenegro                                  | 33                                          | Hviderusland                                | 50                                          |
| 19                                          | Italien                                     | 32                                          | Grækenland                                  | 49                                          |
| 20                                          | Tyskland                                    | 31                                          | Montenegro                                  | 48                                          |
| 21                                          | Storbritannien                              | 29                                          | Italien                                     | 37                                          |
| 22                                          | Aserbajdsjan                                | 26                                          | Schweiz                                     | 27                                          |
| 23                                          | San Marino                                  | 18                                          | Polen                                       | 23                                          |
| 24                                          | Malta                                       | 17                                          | Slovenien                                   | 21                                          |
| 25                                          | Slovenien                                   | 15                                          | San Marino                                  | 16                                          |
| 26                                          | Frankrig                                    | 1                                           | Frankrig                                    | 5                                           |

| Stemmeprocedure: 50 % jury og televote 100 % jurystemmer 100 % televote | Afgivne point | Afgivne point | Afgivne point | Afgivne point | Afgivne point | Afgivne point | Afgivne point | Afgivne point | Afgivne point | Afgivne point | Afgivne point | Afgivne point | Afgivne point | Afgivne point | Afgivne point | Afgivne point | Afgivne point | Afgivne point | Afgivne point | Afgivne point | Afgivne point | Afgivne point | Afgivne point | Afgivne point | Afgivne point | Afgivne point | Afgivne point | Afgivne point | Afgivne point | Afgivne point | Afgivne point | Afgivne point | Afgivne point | Afgivne point | Afgivne point | Afgivne point | Afgivne point | Afgivne point |
| Stemmeprocedure: 50 % jury og televote 100 % jurystemmer 100 % televote | Total         | UA            | BY            | AZ            | IS            | NO            | RO            | AM            | ME            | PL            | GR            | AU            | DE            | SE            | FR            | RU            | IT            | SL            | FI            | ES            | CH            | HU            | MT            | DK            | NL            | SM            | UK            | LV            | EE            | AL            | BL            | MD            | PT            | IL            | GE            | LT            | IE            | MK            |
| Ukraine                                                                 | 113           |               | 8             | 10            |               |               |               |               | 7             | 5             | 5             | 5             |               |               |               | 7             | 10            |               | 2             | 6             |               | 2             |               | 1             |               |               |               | 7             | 8             |               | 4             | 10            |               | 5             | 6             | 5             |               |               |
| Hviderusland                                                            | 43            | 6             |               | 7             |               |               |               | 8             | 1             |               |               |               |               |               |               | 12            |               |               |               |               |               |               |               |               |               |               |               |               |               |               | 5             |               |               | 1             |               | 3             |               |               |
| Aserbajdsjan                                                            | 33            | 1             | 3             |               |               |               |               |               |               |               |               |               |               |               |               | 10            |               |               |               |               |               |               |               |               |               | 12            |               |               |               |               |               |               |               |               | 7             |               |               |               |
| Island                                                                  | 58            |               |               |               |               | 6             |               |               |               |               |               | 2             | 2             | 4             | 7             | 1             | 7             |               |               | 1             |               | 5             |               | 5             | 6             | 8             | 4             |               |               |               |               |               |               |               |               |               |               |               |
| Norge                                                                   | 88            |               | 4             |               | 1             |               | 1             |               |               | 7             | 3             | 1             | 5             | 3             | 2             |               |               | 5             | 7             |               | 5             |               | 2             | 6             | 10            |               |               | 3             | 5             |               |               |               | 3             |               |               | 8             | 7             |               |
| Rumænien                                                                | 72            |               | 1             | 6             |               | 4             |               |               |               |               |               | 8             |               |               |               |               | 5             |               |               | 8             |               |               | 8             |               |               |               |               |               |               |               | 5             | 12            | 1             | 8             |               |               | 2             | 4             |
|                                                                         |               |               |               |               |               |               |               |               |               |               |               |               |               |               |               |               |               |               |               |               |               |               |               |               |               |               |               |               |               |               |               |               |               |               |               |               |               |               |
| Armenien                                                                | 174           | 10            | 10            |               | 2             |               | 7             |               | 10            | 1             | 7             | 12            | 6             | 5             | 12            | 8             |               |               | 4             | 4             |               | 7             | 6             | 2             | 7             | 6             |               | 10            | 5             |               |               | 3             | 4             | 6             | 12            |               |               | 8             |
| Montenegro                                                              | 37            |               |               |               |               |               |               | 12            |               |               |               |               |               |               |               |               |               | 7             |               |               |               |               |               |               |               |               |               |               |               | 6             |               |               |               |               |               |               |               | 12            |
| Polen                                                                   | 62            | 7             | 7             | 2             | 3             | 2             |               |               | 4             |               | 1             |               | 10            | 2             | 5             |               | 8             | 1             |               |               |               | 3             |               |               |               |               |               |               |               |               |               | 2             |               |               |               |               |               | 5             |
| Grækenland                                                              | 35            |               | 6             | 4             |               |               |               | 7             |               |               |               |               |               |               |               | 4             | 3             |               |               |               |               |               | 1             |               |               |               | 2             | 2             |               | 2             |               |               |               | 2             | 4             |               |               |               |
| Østrig                                                                  | 290           | 8             |               | 1             | 10            | 10            | 8             |               | 2             |               | 12            |               | 7             | 12            | 10            | 5             | 12            | 12            | 12            | 12            | 12            | 10            | 10            | 8             | 12            |               | 12            | 6             | 4             | 5             | 12            | 7             | 12            | 12            | 10            | 10            | 12            | 3             |
| Tyskland                                                                | 39            | 5             |               |               |               |               | 2             | 6             |               | 8             |               |               |               |               |               |               |               | 2             |               |               | 7             |               |               |               |               |               |               | 4             |               |               |               |               |               |               | 5             |               |               |               |
| Sverige                                                                 | 218           | 12            |               |               | 7             | 8             | 12            |               | 3             | 4             | 2             | 6             |               |               | 4             | 2             |               | 8             | 10            | 10            | 6             | 8             | 7             | 12            | 8             | 10            | 7             | 8             | 10            | 7             | 10            | 6             | 8             | 10            | 2             | 7             | 4             |               |
|                                                                         |               |               |               |               |               |               |               |               |               |               |               |               |               |               |               |               |               |               |               |               |               |               |               |               |               |               |               |               |               |               |               |               |               |               |               |               |               |               |
| Frankrig                                                                | 2             |               |               |               |               |               |               |               |               |               |               |               |               | 1             |               |               |               |               | 1             |               |               |               |               |               |               |               |               |               |               |               |               |               |               |               |               |               |               |               |
| Rusland                                                                 | 89            | 4             | 12            | 12            |               |               |               | 10            |               |               | 10            |               |               |               |               |               |               |               |               |               |               |               | 5             |               |               |               |               | 2             | 1             |               |               | 8             | 2             | 3             | 8             | 6             |               | 6             |
| Italien                                                                 | 33            |               |               |               |               |               |               |               | 6             |               |               |               |               |               | 1             |               |               |               |               |               | 2             |               | 12            |               |               |               |               |               |               | 10            |               |               |               |               |               |               |               | 2             |
| Slovenien                                                               | 9             |               |               |               |               |               |               |               | 8             |               |               |               |               |               |               |               |               |               |               |               |               |               |               |               |               |               |               |               |               |               |               |               |               |               |               |               |               | 1             |
| Finland                                                                 | 72            |               |               |               | 5             | 7             |               |               |               | 3             |               | 4             | 4             | 6             |               |               | 6             |               |               |               | 4             | 6             |               | 4             | 2             | 3             | 6             | 3             | 6             |               | 3             |               |               |               |               |               |               |               |
| Spanien                                                                 | 74            | 2             |               |               |               | 5             | 5             | 2             |               | 2             |               |               | 1             |               | 6             |               |               | 4             |               |               | 8             |               |               |               |               |               | 5             | 4             | 2             | 12            | 2             |               |               | 4             |               | 4             | 6             |               |
|                                                                         |               |               |               |               |               |               |               |               |               |               |               |               |               |               |               |               |               |               |               |               |               |               |               |               |               |               |               |               |               |               |               |               |               |               |               |               |               |               |
| Schweiz                                                                 | 64            |               |               |               |               |               | 6             | 5             | 5             | 10            | 4             | 3             | 3             |               |               |               | 2             | 3             |               |               |               | 1             | 3             |               | 3             |               | 1             |               |               |               |               |               | 7             |               | 1             | 2             | 5             |               |
| Ungarn                                                                  | 143           | 3             | 5             | 8             | 6             |               | 10            |               | 12            |               | 6             | 7             |               | 7             |               | 6             |               |               | 5             | 2             | 1             |               |               | 3             | 4             | 7             |               | 1             | 7             | 8             | 7             | 4             | 6             | 7             |               |               | 1             | 10            |
| Malta                                                                   | 32            |               |               | 5             |               |               |               |               |               |               |               |               |               |               |               |               | 1             |               | 3             |               |               |               |               |               | 5             | 4             | 10            | 1             |               | 1             |               |               |               |               |               |               | 3             |               |
| Danmark                                                                 | 74            |               |               |               | 8             | 1             | 4             | 1             |               | 6             |               |               | 8             | 8             | 3             |               |               | 6             | 6             | 3             | 3             |               |               |               | 1             | 1             | 3             |               |               |               | 6             |               | 5             |               |               | 1             |               |               |
| Holland                                                                 | 238           |               | 2             |               | 12            | 12            | 3             | 4             |               | 12            | 8             | 10            | 12            | 10            | 8             | 3             | 4             | 10            | 8             | 7             | 10            | 12            |               | 10            |               | 2             | 8             | 12            | 12            |               | 8             |               | 10            |               |               | 12            | 10            | 7             |
| San Marino                                                              | 14            |               |               | 3             |               |               |               | 3             |               |               |               |               |               |               |               |               |               |               |               |               |               | 4             |               |               |               |               |               | 3             |               |               |               | 1             |               |               |               |               |               |               |
| Storbritannien                                                          | 40            |               |               |               | 4             | 3             |               |               |               |               |               |               |               |               |               |               |               |               |               | 5             |               |               | 4             | 7             |               | 5             |               |               |               |               | 1             |               |               |               | 3             |               | 8             |               |

#### 12 point
Nedenfor er et sammendrag af de 12 point, som blev givet i finalen:
| Antal | Land         | Nation(er) som gav 12 point |
| ----- | ------------ | --- |
| 13    | Østrig       | Belgien, Finland, Grækenland, Irland, Israel, Italien, Holland, Portugal, Slovenien, Spanien, Sverige, Schweiz, Storbritannien |
| 8     | Holland      | Estland, Tyskland, Ungarn, Island, Letland, Litauen, Norge, Polen                                                              |
| 3     | Sverige      | Danmark, Rumænien, Ukraine |
| 3     | Armenien     | Frankrig, Georgien, Østrig |
| 2     | Montenegro   | Armenien, Makedonien |
| 2     | Rusland      | Aserbajdsjan, Hviderusland |
| 1     | Italien      | Malta |
| 1     | Aserbajdsjan | San Marino |
| 1     | Hviderusland | Rusland |
| 1     | Rumænien     | Moldova |
| 1     | Spanien      | Albanien |
| 1     | Ungarn       | Montenegro |

## Andre lande
- Bosnien-Hercegovina - Bosnisk tv BHRT havde tidligere meddelt, at de ville vende tilbage til konkurrencen, hvis der kunne findes et sponsorat til formålet. Den 18. december meddelte tv-stationen imidlertid, at det ikke var lykkedes at opnå et sådant sponsorat, og at landet derfor alligevel ikke ville deltage i København.[173]
- Bulgarien - Den bulgarske tv-station BNT meddelte den 22. november 2013, at Bulgarien ikke ville deltage i ESC 2014 grundet økonomiske forhold.[174]
- Cypern - Den cypriotiske tv-station RIK meddelte den 3. oktober 2013, at Cypern ikke ville deltage i ESC 2014. Udmeldelsen blev bl.a. begrundet med økonomiske nedskæringer på tv-stationen, ligesom den offentlige mening om den økonomiske krise i landet indgik i overvejelserne.[175]
- Kasakhstan - Kasakhisk tv var ved at forhandle om optagelse i European Broadcasting Union. De havde tidligere meddelt, at de ønskede at deltage i konkurrencen, når de blev berettiget til dette.[176]
- Kroatien - Den 19. september 2013 meddelte den kroatiske tv-station HRT, at Kroatien ikke ville deltage i ESC 2014. Blandt årsagerne var økonomiske forhold og landets dårlige resultater i de seneste år.[177]
- Liechtenstein - Liechtensteinsk tv meddelte, at de gerne ville deltage i konkurrencen, så snart de blev optaget som medlemmer af EBU.[178]
- Luxembourg - Alain Berwich, administrerende direktør for den nationale tv-station RTL, havde udtalt, at de ikke ville have problemer med at deltage i konkurrencen igen, men at de ikke ville have råd til at afholde den, såfremt Luxembourg skulle vinde.[179] Den 24. juli 2013 meddeltes det, at Luxembourg ikke ville vende tilbage i 2014.[180]
- Serbien - Den serbiske tv-station RTS meddelte den 22. november 2013, at Serbien ikke ville deltage i 2014 grundet økonomiske forhold.[181]
- Slovakiet - Slovakiet meddelte i maj 2013, at de ikke ville vende tilbage til konkurrencen.[182]
- Tjekkiet - Der opstod rygter om, at tjekkisk tv ville vende tilbage til konkurrencen efter fire års fravær. Tjekkisk tv bekræftede dog, at de ikke ønskede at deltage.[182][183]
- Tyrkiet - Den tyrkiske tv-station TRT meddelte, at landet, som meldte sig ud i 2013, ikke ville vende tilbage i 2014. Udmeldelsen blev bl.a. begrundet med utilfredshed med afstemningsreglerne, hvor en jury bestemte 50 % af hvert lands stemmer, og at Big Five-landene (Tyskland, Frankrig, Italien, Spanien og Storbritannien) automatisk var i finalen hvert år.[184]

## Talspersoner og kommentatorer

### Talspersoner
Talspersoner vises ud for hvert land:
| - Albanien – Andri Xhahu - Armenien – Anna Avanesyan - Aserbajdsjan – Sabina Babayeva · (Aserbajdsjansk repræsentant i 2012) - Belgien – Angelique Vlieghe - Danmark – Sofie Lassen-Kahlke - Estland – Lauri Pihlap - Finland – Redrama - Frankrig – Elodie Suigo - Georgien – Sophie Gelovani og Nodi Tatishvili · (Georgiske repræsentanter i 2013) - Grækenland – Andrianna Maggania - Holland – Tim Douwsma - Hviderusland – Aljona Lanskaja · (Hviderussisk repræsentant i 2013) - Irland – Nicky Byrne - Island – Benedict Valsson - Israel – Ofer Nachson - Italien – Linus - Letland – Ralfs Eilands · (Lettisk repræsentant i 2013) - Litauen – Ignas Krupavicius | - Nordmakedonien - Marko Mark - Malta – Valentina Rossi - Moldova – Olivia Furtuna - Montenegro – Tijana Mišković - Norge – Margrethe Røed - Polen – Paulina Chylewska - Portugal – Joana Teles - Rumænien – Sonia Argint Ionescu - Rusland – Alsou · (Russisk repræsentant i 2000 samt vært ved finalen i 2009) - San Marino – Michele Perniola · (Sanmarinsk repræsentant i Junior Eurovision Song Contest 2013) - Schweiz – Kurt Aeschbacher - Slovenien – Ula Furlan - Spanien – Carolina Casado - Storbritannien – Scott Mills - Sverige – Alcazar - Tyskland – Helene Fischer - Ukraine – Zlata Ognevitj · (Ukrainsk repræsentant i 2013) - Ungarn – Éva Novodomszky - Østrig – Kati Bellowitsch |

### Kommentatorer
| - Albanien – Andri Xhahu (TVSH, RTSH Muzikë og Radio Tirana, alle shows) - Armenien – Erik Antaranyan og Anna Avanesyan (Armenia 1, alle shows) - Aserbajdsjan – TBA (İTV og İTV Radio, alle shows) - Australien – Julia Zemiro og Sam Pang (SBS One, alle shows) - Belgien – Nederlandsk: Peter Van de Veire og Eva Daeleman (één og Radio 2, alle shows); Fransk: Jean-Louis Lahaye og Maureen Louys (La Une, alle shows) - Cypern – Melina Karageorgiou (RIK 1, alle shows) - Danmark – Anders Bisgaard (DR1, semifinaler; DR P4, finale); Ole Tøpholm (DR1, finale); Peter Falktoft og Esben Bjerre Hansen (DR3, finale); Tegnsprogsfortolkning (DR Ramasjang, finale) - Estland – Marko Reikop (ETV, alle shows); Mart Juur og Andrus Kivirähk (Raadio 2, 1. semifinale og finale) - Finland – Finsk: Jorma Hietamäki og Sanna Pirkkalainen (Yle TV2 og Yle Radio Suomi, alle shows); Svensk: Eva Frantz og Johan Lindroos (Yle TV2 og Yle Radio Vega, alle shows) - Frankrig – Audrey Chauveau og Bruno Berberes (France Ô, første semifinale); Cyril Féraud og Natasha St-Pier (France 3, finale) - Færøerne – TBA (Kringvarp Føroya, alle shows) - Georgien – Lado Tatishvili og Tamuna Museridze (GBP 1, alle shows) - Grækenland – Maria Kozakou (NERIT, alle shows), Giorgos Kapoutzidis (NERIT, finale) - Holland – Cornald Maas og Jan Smit (Nederland 1 og BVN, alle shows) - Hviderusland – Evgeny Perlin (Belarus-1 og Belarus-24, alle shows) - Irland – Marty Whelan (RTÉ Two, semifinaler; RTÉ One, finale); Shay Byrne og Zbyszek Zalinski (RTÉ Radio 1, 2. semifinale og finale) - Island – Felix Bergsson (RÚV og Rás 2, alle shows) - Israel – Hebræiske og arabiske undertekster (Kanal 1 og Kanal 33, alle shows); Kobi Menora and Yuval Caspin (88 FM, alle shows) - Italien – Marco Ardemagni og Filippo Solibello (Rai 4, semifinaler); Linus og Nicola Savino (Rai 2, finale) - Kasakhstan – Diana Snegina og Kaldybek Zhaysanbay (Khabar, alle shows) - Kroatien – Aleksandar Kostadinov (HRT 1, finale) - Letland – Valters Frīdenbergs og Kārlis Būmeisters (LTV1, alle shows) | - Litauen – Darius Užkuraitis (LRT og LRT Radijas, alle shows) - Nordmakedonien – Karolina Petkovska (MRT 1, MRT Sat og Radio Skopje, alle shows) - Malta – Carlo Borg Bonaci (TVM, alle shows) - Moldova – Daniela Babici (Moldova 1 og Radio Moldova, alle shows) - Montenegro – TBA (TVCG 1, alle shows); Sonja Savović og Sanja Pejović (Radio Crne Gore og Radio 98, alle shows) - New Zealand – TBA (BBC UKTV, alle shows) - Norge – Olav Viksmo Slettan (NRK1, alle shows); Ronny Brede Aase, Silje Reiten Nordnes og Line Elvsåshagen (NRK3, finale) - Polen – Artur Orzech (TVP1 og TVP Polonia (live), TVP Rozrywka (én dag forskuldt), alle shows) - Portugal – Sílvia Alberto (RTP1, 1. semifinale og finale (live), 2. semifinale (forskudt)) - Rumænien – Bogdan Stănescu (TVR1, TVRi og TVR HD, alle shows) - Rusland – Olga Shelest og Dmitrij Guberniev (Rusland 1, alle shows) - San Marino – Italiensk: Lia Fiorio og Gigi Restivo (SMtv San Marino og Radio San Marino, alle shows); Engelsk: John Kennedy O'Connor og Jamarie Milkovic (SMtv Web TV (online), alle shows) - Schweiz – Tysk: Sven Epiney (SRF zwei, semifinaler; SRF 1, finale); Italiensk: Sandy Altermatt og Alessandro Bertoglio (RSI La 2, anden semifinale; RSI La 1, finale); Fransk: Jean-Marc Richard og Valérie Ogier (RTS Deux, 2. semifinale; RTS Un, finale) - Serbien – Silvana Grujić (RTS1 og RTS HD, alle shows) - Slovenien – Andrej Hofer (RTV SLO2, semifinaler; RTV SLO1 og Televizija Maribor, finale; Radio Val 202 og Radio Maribor, 2. semifinale og finale) - Spanien – José María Íñigo (La 2 (TVE), 1. semifinale; La 1 (TVE), finale) - Storbritannien – Scott Mills og Laura Whitmore (BBC Three, semifinaler); Graham Norton (BBC One, finale); Ana Matronic (Radio 2 Eurovision, anden semifinale); Ken Bruce (BBC Radio 2, finale) - Sverige – Malin Olsson og Edward af Sillén (SVT1, alle shows); Carolina Norén og Ronnie Ritterland (SR P4, alle shows) - Tyskland – Peter Urban (EinsPlus (live) og EinsFestival (forskudt), alle shows; Phoenix, semifinaler; Das Erste, finale) - Ukraine – Timur Mirosjnytjenko og Tetiana Terekhova (Pershyi Natsionalnyi, alle shows); Olena Zilintjenko (NRCU, alle shows) - Ungarn – Gábor Gundel Takács (M1, alle shows) - Østrig – Andi Knoll (ORF eins, alle shows) |

### Fagjury
Danmarks fagjury, som bestemte halvdelen af Danmarks stemmer, bestod af:
- Lise Cabble
- Sys Bjerre
- Mich "Cutfather" Hedin
- Rune Funch
- Monique Spartalis